# Didier André
Didier André (Lione, 3 settembre 1974) è un pilota automobilistico francese Alla fine degli anni Novanta ha gareggiato nella Indy Lights, guidando nella Indy Racing League nel 2001 e nella Nissan World Series dal 2003 fino a oggi. Nel 2006 ha partecipato al campionato Le Mans Series, inizialmente in LMP2 per la vettura n°37 del team Paul Belmondo Racing, una Courage C65 con motore Ford. Successivamente è passato alla Pescarolo Sport, squadra vincitrice del campionato LMP1, dove ha vinto a Donington e Jarama, in coppia con Jean-Christophe Boullion ed Emmanuel Collard.

## Risultati

### 24 ore di Le Mans
| Anno | Squadra                      | Co-piloti                                  | Vettura                   | Classe | Giri | Pos. Assol. | Pos. di Classe |
| ---- | ---------------------------- | ------------------------------------------ | ------------------------- | ------ | ---- | ----------- | -------------- |
| 2000 | Mopar Team Oreca             | Didier Theys Jeffrey van Hooydonk          | Reynard 2KQ-LM-Mopar      | LMP900 | 292  | 20º         | 10º            |
| 2003 | Noël del Bello Racing        | Jean-Luc Maury-Laribière Christophe Pillon | Reynard 2KQ-LM-Volkswagen | LMP675 | 319  | 15º         | 1º             |
| 2004 | Taurus Sports Racing         | Christian Vann Benjamin Leuenberger        | Lola B2K/10-Judd          | LMP1   | 300  | 20º         | 8º             |
| 2005 | Paul Belmondo Racing         | Paul Belmondo Rick Sutherland              | Courage C65-Ford          | LMP2   | 294  | 22º         | 3º             |
| 2006 | Paul Belmondo Racing         | Patrice Roussel Yann Clairay               | Courage C65-Ford          | LMP2   | 48   | Rit         | Rit            |
| 2007 | Luc Alphand Aventures Racing | Jean-Luc Blanchemain Vincent Vosse         | Chevrolet Corvette C5-R   | GT1    | 306  | 24º         | 11º            |
| 2009 | Signature Plus               | Pierre Ragues Franck Mailleux              | Courage-Oreca LC70E-Judd  | LMP1   | 344  | 11º         | 10º            |
| 2010 | AIM Team Oreca-Matmut        | Soheil Ayari Andy Meyrick                  | Oreca 01-AIM              | LMP1   | 369  | 4º          | 4º             |

### Indy Lights
| Anno | Squadra          | 1      | 2     | 3      | 4      | 5      | 6      | 7      | 8      | 9     | 10    | 11    | 12    | 13   | 14    | Pos. | Punti |
| ---- | ---------------- | ------ | ----- | ------ | ------ | ------ | ------ | ------ | ------ | ----- | ----- | ----- | ----- | ---- | ----- | ---- | ----- |
| 1997 | Autosport Racing | MIA 22 | LBH 8 | NAZ 25 | SAL 9  | STL 20 | MIL 18 | DET 21 | POR 25 | TOR 4 | TRO 7 | VAN 8 | LS 10 | FON  |       | 14º  | 35    |
| 1998 | PacWest Lights   | MIA 14 | LBH 5 | NAZ 2  | STL 12 | MIL 15 | DET 5  | POR 8  | CLE 3  | TOR 5 | MIS 7 | TRO 5 | VAN 6 | LS 1 | FON 5 | 2º   | 123   |
| 1999 | PacWest Lights   | MIA 14 | LBH 4 | NAZ 16 | MIL 13 | POR 17 | CLE 17 | TOR 3  | MIS 12 | DET 5 | CHI 5 | LS 1  | FON 3 |      |       | 8º   | 74    |

### Indy Racing League
| Anno | Squadra       | Telaio        | Numero | Motore               | 1      | 2      | 3      | 4       | 5      | 6      | 7     | 8      | 9      | 10     | 11     | 12     | 13     | Pos. | Punti |
| ---- | ------------- | ------------- | ------ | -------------------- | ------ | ------ | ------ | ------- | ------ | ------ | ----- | ------ | ------ | ------ | ------ | ------ | ------ | ---- | ----- |
| 2001 | Galles Racing | G-Force GF05B | 32     | Oldsmobile Aurora V8 | PHX 27 | HMS 10 | ATL 13 | INDY NQ | TXS 17 | PPI 19 | RIR 4 | KAN 16 | NSH 21 | KTY 11 | STL 12 | CHI 13 | TX2 15 | 20º  | 188   |